# Sejong Hill
Der Sejong Hill ist ein 261 m hoher Hügel auf King George Island im Archipel der Südlichen Shetlandinseln. Auf der Barton-Halbinsel ragt er unmittelbar nördlich des Araon Valley auf.
Südkoreanische Wissenschaftler benannten ihn in Anlehnung an die Benennung der benachbarten König-Sejong-Station. Deren Namensgeber ist König Sejong, der von 1418 bis 1450 über das koreanische Königreich Joseon herrschte.